# Институт искусств и дизайна Авни
Институт искусств и дизайна Авни (англ. Avni Institute of Art and Design, ивр. מכון אבני‎, Мехон Авни) — художественная школа в Тель-Авиве, Израиль.
Институт славится многими знаменитыми израильскими художниками, скульпторами и дизайнерами, которые являлись выпускниками, а затем и преподавателями.
Школа была основана в 1936 году под названием «Студия» и состояла из группы еврейских художников. Среди учредителей был израильский скульптор Аарон Авни, который впоследствии стал первым директором школы. После его смерти школа была переименована в Институт Авни.
В дополнение к диплому отделения искусства, архитектуры и дизайна выпускники школы Авни могут получить степень бакалавра при сотрудничестве с Открытым университетом Израиля.
Институт Авни располагается в нескольких зданиях, которые построены вдоль шоссе Эйлат (Eilat Road) в Южном Тель-Авиве. Здания названы в честь известных, уже скончавшихся, учителей школы. Институт располагает большими площадями, которые отданы студентам в качестве галерей для демонстрации своих работ. Вокруг института развита инфраструктура арт-бизнеса.